# Humiphila paleolivacea
Humiphila paleolivacea är en fjärilsart som beskrevs av Becker 1974. Humiphila paleolivacea ingår i släktet Humiphila och familjen mott. Inga underarter finns listade i Catalogue of Life.